# Cyprichromis leptosoma
Cyprichromis leptosoma es una especie de peces de la familia Cichlidae en el orden de los Perciformes.

## Morfología
Los machos pueden llegar alcanzar los 11 cm de longitud total.
También conocidos como sardinas de colores o cypris, su morfología es de cuerpo alargado, perfilado, delgado con la cabeza picuda, hidrodinámico, perfecto "diseño en forma de torpedo" para nadar en aguas abiertas.
Tiene una boca protráctil, extensible, que forma un tubo de la succión como adaptación para alimentarse del plancton pelágico
Varían de color dependiendo de su procedencia, por lo que es importante añadir esta a su nombre. Kigoma, Malassa, Karilani, Kibischi, Mpulungu Kantalamba Chituta Kigoma, Bulu Point, Kekese, Isanga ....

## Distribución geográfica
Es  endémico  del lago Tanganika (África Oriental).